# Conochares arizonae
Conochares arizonae är en fjärilsart som beskrevs av H. Edwards 1878. Conochares arizonae ingår i släktet Conochares och familjen nattflyn. Inga underarter finns listade i Catalogue of Life.